# Rifugio Tifoni
Il rifugio Tifoni è un rifugio alpino del CAI, sezione di Pontremoli, situato sull'Appennino tosco-emiliano, sul versante lunigianese, lungo il sentiero n. 132.
È perfettamente ristrutturato e consente un confortevole pernottamento.